# 積木戰士
《積木戰士》（Tenkai Knights）是斯平瑪斯特以此為基礎的日本和加拿大電視動畫的玩具，後來與日本合作製作電視動畫和遊戲。
Tenkai Knights是Spin Master和以此為基礎的日本和加拿大電視動畫製作的玩具。 電視動畫於2013年8月在北美的卡通網絡上播出，於2014年4月5日在日本的東京電視台播出，並於2015年7月14日和2020年11月13日分別在香港有線兒童台和ViuTV播出。
自2013年12月以來，該玩具已在北美銷售，並且由於在Toysaras和其他地區缺貨而受到歡迎。

## 故事
在無窮無盡的宇宙中，「立方星球」是一群獨特進化的「積木生命體」居住的行星。在那裡，有兩個種族，分別是善良的「光譜軍」和邪惡的「黑暗軍」展開了一場永無止境的戰爭。當「光譜軍」的傳奇四位英雄「積木戰士」和黑暗軍將軍的「威路斯」即將決一勝負的時候，「立方星球」的最終防禦系統「防衛巨龍」出現，它為了強制停止這場鬥爭，所以破壞了星球上所有東西，雙方因此也未能分出勝負，直到現在，新的勇者也即將誕生。
另一方面，在地球上，故事始於大神紅蓮與其家人移居貝哈姆城。和貝哈姆市一所學校的朋友鷲崎青嵐一起，他們放學時逛街突然發現了一家古董店。在店主懷特先生給予神秘積木的那天晚上，紅蓮夢到自己成為一個正義的機器人並被擊敗。
隔天紅蓮和青嵐返回古董店，打算解開夢境的祕密。當他們正找懷特先生時，他們到達了古董店地下室發現了轉移裝置，兩塊積木對裝置起了反應，然後他們被光包圍。當他們注意到時，他們以積木戰士的身份轉移到立方星球，並經過短暫的戰鬥，然後回到了現實世界，懷特先生也解釋了事情的始末。
最終，他們兩個與光譜軍一起在「立方星球」上與黑暗軍戰鬥，並與他們的朋友龜山德佐和蜂須賀忠希一起以積木戰士身份戰鬥。

## 角色

### The Tenkai Knights
大神紅蓮（Guren Nash，聲：（日）高橋惠留；（港）（有線）未知、黎倩虹（ViuTV）；（臺）郭馨雅）
搬到貝哈姆市的五年級生，禮貌而勇敢。 他具有靈活的能力，即使在遇到障礙物之前，也可以輕鬆地將積木轉變為積木戰士。
他有一個父親，在貝哈姆市忙於建造貝哈姆塔，還有一隻額頭有寶石的貓。
紅狼戰士
積木勇者的隊長，外形是狼與白色和紅色混合，武器是單手劍和盾牌。
紅狼戰士X模式
紅狼戰士的X模式，是代表紅蓮的誠實信念。武器是閃亮的狼人之劍。
火焰紅狼戰士
吸收了巨龍積木，並得到炎之屬性的紅狼戰士。
火焰紅狼戰士SIGMA模式
鷲崎青嵐（Ceylan Jones，聲：（日）神田朱未；（港）（有線）未知、蘇潁淇（ViuTV）；（臺）龍顯蕙）
紅蓮的同班同學，在紅蓮轉學第一天認識紅蓮，是一個平易近人和熱情的人，在積木戰士中是突擊者的担當。
藍鷹戰士
藍鷹戰士是積木勇者中的遠程射手，圖案是藍色的鷹，武器是高速連射的弩。
藍鷹戰士X模式
藍鷹戰士的X模式，是代表青嵐為了回應大家的感受。
寒冰藍鷹戰士
吸收了巨龍積木，並得到冰之屬性的藍鷹戰士。
寒冰藍鷹戰士SIGMA模式
龜山德佐（Toxsa Dalton，聲：（日）水間真紀；（港）陳子瑩（有線）、梁善婷（ViuTV））
有頭巾的男生，4人中年紀最少之小學4年級生，無憂無慮的個性，最初是和中希行動的。
綠龜戰士
積木勇者之一的重型裝甲力量型，圖案是綠色的烏龜，武器是長矛。
綠龜戰士X模式
綠龜戰士的X模式，當其他3人得到X模式時，德佐在偷偷特別訓練，4人中最後一個變成X模式。
蓋亞綠龜戰士
吸收了巨龍積木，並得到蓋亞之屬性的綠龜戰士。
蓋亞綠龜戰士SIGMA模式
蜂須賀忠希（Chooki Mason，聲：（日）種田梨沙；（港）原宙恩（有線）、王曉霖（ViuTV）；（臺）劉如蘋）
文武雙全的天才少年，4人中年紀最大的6年級生。是一個堅定和帶領大家的人，作為天才有點嬌傲且有自信。在釣魚時事件時雖然做好了各方面搜集但結果都不如理想，變得有點失常，但最後都克服了困難。曾經中了敵人技能變得不幸運，但最後憑著天才般的信念和朋友的幫助下戰勝了敵人，並回復原狀。
黃蜂戰士
積木勇者之一，代表如疾風般速度的積木戰士。圖案是黃色的蜜蜂，武器是可伸縮的鏈刀和可用作盾牌的旋轉十字手裏劍。
黃蜂戰士X模式
黃蜂戰士的X模式，從詛咒的情況下作為逆境表現出來，武器閃電鏈刀和旋轉盾牌X。
雷電黃蜂戰士
吸收了巨龍積木，並得到雷之屬性的黃蜂戰士。
雷電黃蜂戰士SIGMA模式
犬飼玄（Gen Inkai，聲：（日）澤城美雪；（港）（有線）未知、羅倩婷（ViuTV））
第7話中作神祕的轉校生登場，與紅蓮和青嵐同班。和忠希一樣都是文武雙全，但經常獨自一人。在初期已經知道紅蓮是積木戰士的身份，並多次對紅蓮作出試探，而在紅蓮上找到和自己一樣的感覺。他
曾經也過著幸福的生活，但由於父母的分離，他甚至失去了朋友。此自之後，他靠著自己的信念令自己變得更強大。但是當他的父親因工作出賣，失敗，絕望，失踪後，他對一切感到悲觀，並希望擁有毀滅世界的力量。而「核心積木」的出現，令他擁有積木戰士的力量。
黒騎士
類似紅狼戰士的神祕積木戰士，外形黑色。
黒騎士X模式
黒騎士X的模式，除了左胸眼上的疤痕外，和紅狼X模式相似。
疾風黒騎士
吸收了巨龍積木，並得到風之屬性的黑騎士。
疾風黒騎士SIGMA模式
疾風黒騎士的SIGMA模式。必殺技是 疾風・黒狼波。
小紅（Beni，聲：（日）浅野真澄；（港）（有線）未知、黃紫甄（ViuTV））
一個歸國少女，和玄一樣，是住在貝哈姆市的一幢住宅內。
蜘蛛戰士
忍者雙劍戰士，專門研究速度特定的干擾戰術。 圖案是粉紅色和蜘蛛。  可以使用煙幕和粘性蜘蛛線將其停止，並以熟練的操作在X模式下壓倒積木勇者。
A.I.導向系統（A.I.，聲：（日）柳田淳一；（港）（有線）未知、盧德承（ViuTV））
積木戰士的語音導航系統，他提供動作建議，並支持語音指令的操作。還可以連接到「防衛巨龍」

### 其他角色
龜山若芽（Wakamei Dalton，聲：（日）高森奈津美；（港）李潤知（ViuTV））
德佐的姐姐。

## 用語集
立方星球
宇宙某處的立方行星。有些人可以圍繞核心核心塊（稱為塊壽命形式）轉化為六面體塊。 Spectro和Vikrips之間的戰鬥已經持續了很多年，但隨著Tenkai Dragon的出現，它暫時處於融合狀態。據說，如果維克菲爾斯一面統治行星立方體，則時間坐標將不會固定，它將變成地球的空間和時間，並與地球直接碰撞。
在由於門的損壞而造成的時空扭曲所看到的融合的未來中，當維利普斯軍隊出現時，很明顯，X模式的塊狀生命形式與地球上的建築物一樣巨大。 如果它在融合前通過一個入口從立方體傳到地球，它會轉變成光滑的無機生命形式，而不是障礙。
貝哈姆市/Benham City
它是一座位於海和山之間的城市。 在市中，有一座貝哈姆塔，據稱是世界上最高的新世代廣域無線電塔。 但是，有許多未完成的部分。 紅蓮的父親來擔任這座塔的技術工程師。 像白天之鍵一樣，它也是黑天之鍵存在的地方。
X模式(美版為泰坦模式)/Titan Mode
當積木勇者的某些情緒升高時可以激活新的積木進化模式。 
它會轉變成一個巨大的方塊，然後轉變成一個類似於其原始外觀的巨型積木戰士。 在X模式下，它所消耗的功率是正常時間的數十倍。 一旦可以在X模式下啟動它，就可以隨時啟動它。 但是，體力消耗將比平時大得多。 日語版本的名稱後有一個X，加拿大版本的名稱後有一個更特定的名稱。
G模式
積木勇者得到了防衞巨龍得力量，並變成了G模式，打敗了威路斯的終極型態。
Σ模式
積木能量提升模式，其中通過新方式啟動了新的進化模式，用來對抗新威路斯阻止的X模式。 火焰紅狼戰士Σ模式就是第一個得到這個力量的人。 但是，他與X模式不同，它不是容易啟動的武個模式。
白天之鍵・黒天之鍵/Black Key and White Key
控制防衞巨龍所需的鑰匙。 透過控制鎖匙時，白色的天之鍵起到良好的作用，而黑色天空鍵則起到有害的作用。 而白天之鍵是在貝哈姆博物館展示的一塊石板的改良版，但被某人偷走了，然後紅蓮和忠希最終與這位神秘人物進行了一場神秘的比賽。而黑天之鍵則根據小紅的裝置「布萊克的能量」共振反應使黑色天空的關鍵在於貝哈姆塔。 然後紅蓮和他的朋友們隨後找到了它，但是陪同他的小紅，以及突然出現的玄，搶走了黑天之鍵。
龍巢/Dragons Nest
用來復活防衞巨龍不可決少的聖地，這裡也是積木勇者擊敗威路斯的地方。
反轉装置/Core Corrupter
黑騎士發明的裝置。 主要是用來將核心積木的能量反轉，裝置形式的核心是相同的，並且通過決定好壞來改變屬性，如果從換向裝置釋放的零件連接到裝置，則目標是好是壞，也會被翻轉。
傳送門 /Portal and Dimensional Dropship
在懷特先生商店的地下室，有一個連接地球和行星立方體的子空間門稱為「傳送門」。 它可以更改為運輸船“ Hyper Dropship”，該運輸船可以在兩個可以運輸物料的世界之間移動，並被用來直接從地球和立方星體間運輸白天之鍵。 它還可以進入了龍之巢。 其中一顆受到了守護者的保護，但由於威露斯的入侵而受損，並加速地球與立方體的融合。
拘束装置/Tenkai Reversal Inductor
捕獲防衞巨龍的設備。 原則上，它使用光之防衞巨龍的能量，並在使用時以提取為目標。
再生装置/Reassembly Device
一種用於再生被破壞的核心的設備。 結果，就有可能以恆定的力量進行戰鬥，包括威路斯。
能量轉換裝置/Energy Conversion Device
通過反轉受約束的白色防衛巨龍，可以將這種設備作為有效的能源轉移到另一側。可以將存儲的能量作為“ Dragon Lightning”注入積木方塊的生命形式中以令龐大。
守護者
是保護著立方星球的最接近神的東西。 他們通常生活在天界，有強大的能力。 當吸收了邪惡巨龍的核心積木後，變成了「黑色守護者」。
魔像
黑色守護者將大量周圍的黑暗士兵吸收，並轉變成巨大的積木生命體，其骨架由大量積木方塊組成。 變化形式因每個守護者而異，分別有巨人型，巨鳥型，大蛇型和大四足獸型。
忍者運動
這是貝哈姆市的一種流行運動，具有進級式的系統。 您可以使用眾所周知的忍者訓練方法並吸收能量來訓練自己的思想和身體。 紅蓮和其他人透過阿玄的介紹和一起訓練，以對抗威路斯。
積木堡壘
威路斯和蜘蛛戰士想得到的武器。 可使用小紅的勘探裝置在某種程度上搜索位置。 遺跡中有看不見的牆保護著。
積木化
地球上的物體變成積木的現象。 在早期階段，目標只是一個小物體，但是據預測，大型設施和人類將逐漸成為積木。 特別是在尋找積木堡壘時，積木化暫時變得激烈。 通過將積木方塊，可以暫時令物體變回原始狀態。
沙魯拉魯樂園
積木堡壘前突然出現了一個神秘的世界。 是一個在立方星球上看不到的雜草叢生的世界。 在高聳的廢墟中，有控制著沙魯拉魯樂園的獨蠍機械獸，還有許多猴子形的方塊生物。

## 製作
- 原案 - Spin Master
- 企画 - 藤田亮、Ronnen Harary、Jennifer Dodge、Joshua Fisher、Matthew Wexler、John Easum
- 監督 - 本郷みつる
- シリーズ構成 - 加納田陣（第1話 - 第26話）→大野木寛（第27話 - 第51話）
- メインキャラクターデザイン - 川元利浩
- キャラクターデザイン - 藤田しげる
- 3DCGキャラクターデザイン - 柳瀬敬之・フヂロウ
- 3DCG演出 - 池添隆博
- コンセプトデザイン - 荒牧伸志
- プロップデザイン - ヒラタリョウ
- 総作画監督 - 藤田しげる、杉浦幸次
- 美術監督 - 井上一宏
- 美術デザイン - 須江信人
- 2D色彩設定 - ごとうゆかり
- 2D撮影監督 - 古本真由子
- 3DCG色彩設定 - 長尾朱美
- 3DCG撮影監督 - 増元由紀大（第1話 - 第6話）→後藤晴香（第7話 - 第40話）→増元由紀大（第41話 - 第51話）
- 編集 - 長坂智樹
- 音響監督 - 本山哲（第1話 - 第26話）→渡辺淳（第27話 - 第51話）
- 音響制作 - HALF H・P STUDIO
- 音楽 - MONACA
- 音楽プロデューサー - 田中統英
- 音楽協力 - テレビ東京ミュージック・ビクターミュージックアーツ・小学館ミュージック&デジタルエンタテイメント
- 3DCGプロデューサー - 中村龍
- 3DCG制作 - 小学館ミュージック&デジタル エンタテイメント
- プランニングマネージャー - 神宮字真（第1話 - 第39話）→盛武源（第40話 - 第51話）、藪田学（テレビ東京）
- アニメーションプロデューサー - 大薮芳広
- アニメーションプロデュース協力 - 中山浩太郎
- スーパーハイジングプロデューサー - Joyce Miller、堀口ダニエル
- ラインプロデューサー - Courtney Sanford、Ben Maloney
- アシスタントプロデューサー - 山内未来（第1話 - 第13話）（テレビ東京）
- プロデューサー - 佐々木亮（第1話）→松山進（第2話 - 第51話）（テレビ東京）、根岸智也
- アニメーション制作統括 - 南雅彦
- アニメーション制作 - ボンズ[1]
- 製作協力 - ハピネット・バンダイナムコゲームス
- 製作 - 小学館集英社プロダクション・SPIN MASTER・テレビ東京
- 著作権表記 - ©2014 SPIN MASTER LTD. / Shogakukan-Shueisha Productions Co., Ltd. All rights reserved.[2]

### 英語版スタッフ
- PRODUCTION MANAGER - Marsha Knapp Dunleavy
- WRITTEN BY (English Version) - Brandon Auman, Marty Isenberg, Ardwight Chamberlain
- SCRIPT RESEARCH SERVICES BY - The Rights Company
- ENGLISH VOICES - Johnny Yong Bosch, Todd Haberkorn, Bryce Papenbrook, Ben Disken, Brian Beacock, Crispin Freeman, Kyle Hebert, Steven J. Blum, Colleen O'Shaughnessy
- VOICE DIRECTORS - Jamie Simone, Mary Elizabeth McGlynn
- ENGLISH PRODUCTION BY - Studiopolis, Inc.
- PRODUCERS - Jamie Simone, Rita Majkut
- POST SUPERVISOR - James Lafferty
- PRODUCTION COORDINATOR - Sierra Leoni
- VIDEO EDITOR - Terry T. Marlin
- ASSISTANT VIDEO EDITOR - Sean Kelley
- ADDITIONAL VIDEO COMPOSITING - David Butterworth
- SOUND SWEETENING - Ron Saliases
- RE-RECORDING MIXER - Ernie Sheesley
- RECORDING ENGINEER - Ryan Johnston
- MUSIC COMPOSED BY - John Majkut, MONACA
- OPENING THEME BY - John Majkut
- SUPERVISING MUSIC PRODUCER - John Majkut, Motohide Tanaka, Shogakukan Music & Digital Entertainment Inc.
- BUSINESS AND LEGAL AFFAIRS - Adam Beder, Katy Davis, Porsha Gauthier, Chris Harrs, Melissa Taylor
- FINANCE - Evangeline Saldana, Gaston Tano
- ASSISTANTS TO THE PRODUCERS - Jodie Hamilton, Tara Lynn
- DISTRIBUTED BY - Cartoon Network
- A SPIN MASTER PRODUCTION

### 配音工作人員
香港粵語版
- 翻譯校對/撰稿：小霖子、TY、Ray、Lisa、Cindy
- 導配：Antonio Cheung
- 配音工作室：聲匠製作有限公司

## 媒體

### 動畫
2013年8月24日於北美的卡通頻道播放電視動畫共52集，之後日本於2014年4月由東京電視台播放。
官方Facebook專頁及Twitter帳號曾宣佈將會有第二季，但最後不了了之。
香港方面，由香港有線電視於2015年7月14日起逢星期一至五早上10時在有線兒童台播映，於2017年5月15日至8月9日逢星期一至星期四下午5時30分在奇妙77台播映。2020年由香港電視娛樂重新粵語配音並在ViuTV播映。

#### 主題曲
片頭曲
「Get the glory」
填詞、主唱：中之森文子，作曲、編曲：WEST GROUND
片尾曲
「瞬間Diamond」（第1話 - 第13話）
填詞：rihoco，作曲：石川陽泉，編曲：平賀伸朗、木村篤史，主唱：橫山琉璃香
「勝利の花束を -gonna gonna be hot!-」（第14話 - 第26話）
填詞：SAKI，作曲：AZU，編曲：Ryosuke "Dr.R" Sakai & Cyntia，主唱：Cyntia
「伝説のFLARE」（第27話 - 第39話）
填詞：安田尊行，作曲：しほり，編曲：長田直之，主唱：Pile
歌詞は2番のAメロとサビが使われている。
「溶けないCANDY」（第40話 - 第51話）
填詞：只野菜摘，作曲：江上浩太郎、Justin Moretz，編曲：江上浩太郎、Justin Moretz、角田崇徳，主唱：ガチャガチャダンサーズ

#### 各話列表
| 話數              | 日文標題                   | 香港標題             | 劇本              | 分鏡                | 演出                | 作畫監督              | 日本播放日期   | 香港ViuTV播放日期 |
| ----------------- | -------------------------- | -------------------- | ----------------- | ------------------- | ------------------- | --------------------- | -------------- | ----------------- |
| 第1話             | 勇者ブレイヴンあらわる！   | 勇者紅狼戰士現身！   | 加納田陣          | 本郷みつる          | 本郷みつる          | 斉藤英子              | 2014年 4月5日  | 2020年 11月13日   |
| 第2話             | テンカイドラゴンの秘密     | 防衛巨龍的秘密       | 加納田陣          | 園田雅裕            | 園田雅裕            | 安藤正浩              | 4月12日        | 11月16日          |
| 第3話             | 4人の勇者                  | 四位勇者             | 加納田陣          | 三浦陽              | 三浦陽              | 永作友克              | 4月19日        | 11月17日          |
| 第4話             | 合体！ファイヤーバード     | 合體!變成火鳥        | 鳴富流至郎        | 園田雅裕            | 園田雅裕            | 松本文男              | 4月26日        | 11月18日          |
| 第5話             | 最強の敵ヴィリウス         | 最強敵人威路斯       | 左門しゃけ子      | 本郷みつる          | 佐藤育郎            | 出雲誉明              | 5月3日         | 11月19日          |
| 第6話             | 新たな力、Xモード！        | 新的力量，X模式！    | 加納田陣          | 園田雅裕            | 園田雅裕            | 安藤正浩              | 5月10日        | 11月20日          |
| 第7話             | セイラン、決死の戦い！     | 青嵐，奮力之戰！     | 鳴富流至郎        | 三浦陽              | 三浦陽              | 永作友克              | 5月17日        | 11月23日          |
| 第8話             | 運をとりもどせ！           | 好運回來吧！         | 加納田陣          | 羽多野浩平          | 羽多野浩平          | 松本文男              | 5月24日        | 11月24日          |
| 第9話             | ビーグの導き               | 比古的指引           | 左門しゃけ子      | 池添隆博            | 佐藤育郎            | 出雲誉明 村井孝司     | 5月31日        | 11月25日          |
| 第10話            | 俺は努力なんてしね〜！     | 我才沒有努力！       | 鳴富流至郎        | 石井貴士            | 羽多野浩平          | 安藤正浩              | 6月7日         | 11月26日          |
| 第11話            | 反転！善と悪               | 反轉！善與惡         | 加納田陣          | 三浦陽              | 三浦陽              | 永作友克              | 6月21日        | 11月27日          |
| 第12話            | 走れ！グレン               | 奔跑吧！紅蓮         | 加納田陣          | 園田雅裕            | 園田雅裕            | 安藤正浩              | 6月28日        | 11月30日          |
| 第13話            | 大決戦                     | 大決戰               | 鳴富流至郎        | 三條なみみ          | 佐藤育郎            | 藤田しげる            | 7月5日         | 12月1日           |
| 第14話            | 未来への一歩！             | 邁向未來的一步！     | 加納田陣          | 鎌仲史陽            | 鎌仲史陽            | 松本文男              | 7月12日        | 12月2日           |
| 第15話            | 強敵！ヴェネッタ登場       | 強敵！蜘蛛戰士出場   | 加納田陣          | 三浦陽              | 三浦陽              | 永作友克              | 7月19日        | 12月3日           |
| 第16話            | 俺たちの戦う理由           | 我們戰鬥的理由       | 加納田陣          | 園田雅裕            | 園田雅裕            | 安藤正浩              | 7月26日        | 12月4日           |
| 第17話            | 釣りあげろ！チュウキ       | 釣上來吧！忠希       | 鳴富流至郎        | 本郷みつる          | 塚田拓郎            | 日下部智津子 橋本千絵 | 8月2日         | 12月7日           |
| 第18話            | 発動！XXモード!!           | 發動！XX模式！！     | 加納田陣          | 池添隆博            | 園田雅裕            | 松本文男              | 8月9日         | 12月8日           |
| 第19話            | 俺は勇者だ！               | 我是勇者！           | 鳴富流至郎        | 三浦陽              | 三浦陽              | 永作友克              | 8月16日        | 12月9日           |
| 第20話            | ゲンの謎                   | 玄的謎團             | 加納田陣          | 鎌仲史陽            | 鎌仲史陽            | 安藤正浩              | 8月23日        | 12月10日          |
| 第21話            | 大接戦！頭脳バトル         | 大對戰！智力戰鬥     | 鳴富流至郎        | 三條なみみ          | 塚田拓郎            | 根岸宏行 玉置敬子     | 8月30日        | 12月11日          |
| 第22話            | ヴェネッタの裏切り         | 蜘蛛戰士的背叛       | 加納田陣          | 園田雅裕            | 園田雅裕            | 松本文男              | 8月30日        | 12月14日          |
| 第23話            | 手に入れろ！黒天の鍵       | 去取得吧！黑天之鍵   | 加納田陣          | 三浦陽              | 三浦陽              | 永作友克              | 9月6日         | 12月15日          |
| 第24話            | 決戦前夜                   | 決戰前一晚           | 鳴富流至郎        | 園田雅裕            | 園田雅裕            | 安藤正浩              | 9月13日        | 12月16日          |
| 第25話            | 衝撃！ゲンの過去           | 衝擊！玄的過去       | 加納田陣          | もりたけし          | 矢野孝典            | 玉置敬子              | 9月20日        | 12月17日          |
| 第26話            | 決着！最強モード           | 對決！最強模式       | 加納田陣          | 鎌仲史陽            | 鎌仲史陽            | 松本文男              | 9月27日        | 12月18日          |
| 第27話            | 新たなる戦い               | 新的戰鬥             | 大野木寛          | 大原実              | 本郷みつる 山岸大悟 | 永作友克              | 10月4日        | 12月21日          |
| 第28話            | 迫りくるスライガー         | 步步進逼的史萊格     | 大野木寛          | 三條なみみ          | 園田雅裕            | 安藤正浩 松本文男     | 10月11日       | 12月22日          |
| 第29話            | うそつき                   | 騙子                 | 野村祐一          | もりたけし          | 矢野孝典            | 玉置敬子              | 10月18日       | 12月23日          |
| 第30話            | ねらわれたセイラン         | 被鎖定的青嵐         | 山口伸明          | 園田雅裕            | 園田雅裕            | 安藤正浩 松本文男     | 10月24日       | 12月24日          |
| 第31話            | ブラックガーディアン誕生！ | 黑色守護者誕生！     | 大野木寛          | 三浦陽              | 三浦陽              | 永作友克              | 11月1日        | 12月25日          |
| 第32話            | リーダーたる者             | 領導者               | 野村祐一          | 工藤進              | 鎌仲史陽            | 安藤正浩 松本文男     | 11月8日        | 12月28日          |
| 第33話            | 分裂！テンカイナイト       | 分裂！積木戰士       | 山口伸明          | もりたけし          | 根岸宏樹            | 吉原幸之助            | 11月15日       | 12月29日          |
| 第34話            | ブロックの花               | 積木之花             | 大野木寛          | もりたけし          | 越田知明            | 相原ナオキ            | 11月22日       | 12月30日          |
| 第35話            | よみがえれ！Σモード        | 甦醒吧！sigma模式    | 福島直浩          | 本郷みつる 山岸大悟 | 山岸大悟            | 玉置敬子              | 11月29日       | 12月31日          |
| 第36話            | 本当の友情                 | 真正的友情           | 野村祐一          | 村野佑太            | 根岸宏樹            | 船越英之              | 12月6日        | 2021年 1月1日     |
| 第37話            | キイロとの約束             | 與季彩的約定         | 和場明子          | 大原実              | 園田雅裕            | 安藤正浩              | 12月13日       | 1月4日            |
| 第38話            | 激闘！テンカイフォートレス | 激戰！積木堡壘       | 山口伸明          | 三浦陽              | 三浦陽              | 永作友克              | 12月20日       | 1月5日            |
| 第39話            | サルラルランドの大冒険     | 沙魯拉魯樂園大冒險   | 野村祐一          | もりたけし          | 根岸宏樹            | 吉原幸之助            | 12月27日       | 1月6日            |
| 第40話            | テンカイクエストIV         | 積木探索IV           | 福島直浩          | 三條なみみ          | 鎌仲史陽            | 古澤貴文              | 2015年 1月10日 | 1月7日            |
| 第41話            | もうひとつの地球？         | 另一個地球？         | TAMA              | もりたけし          | 根岸宏樹            | 船越英之              | 1月17日        | 1月8日            |
| 第42話            | 謎を解け！迷いのジャングル | 謎底解開！神秘的叢林 | 和場明子          | 村野佑太            | 山岸大悟            | 玉置敬子              | 1月24日        | 1月11日           |
| 第43話            | 命がけの鬼ごっこ           | 可怕的捉迷藏         | 大野木寛          | 園田雅裕            | 園田雅裕            | 安藤正浩              | 1月31日        | 1月12日           |
| 第44話            | 放たれた黒の旋風           | 被釋放的黑旋風       | 山口伸明          | 三浦陽              | 三浦陽              | 永作友克              | 2月7日         | 1月13日           |
| 第45話            | ニセモノはこりごり!?       | 受夠了冒牌貨！？     | 福島直浩 大野木寛 | もりたけし          | 根岸宏樹            | 吉原幸之助            | 2月14日        | 1月14日           |
| 第46話            | キイロとベニ               | 季彩與小紅           | 野村祐一          | 大原実              | 鎌仲史陽            | 古澤貴文              | 2月21日        | 1月15日           |
| 第47話            | テトラ化の恐怖             | 立方體化很可怕       | 大野木寛          | 池添隆博 山岸大悟   | 山岸大悟            | 玉置敬子              | 2月28日        | 1月16日           |
| 第48話            | 5人目のテンカイナイト      | 第五位積木戰士       | 山口伸明          | 村野佑太            | 根岸宏樹            | 船越英之              | 3月7日         | 1月19日           |
| 第49話            | 決戦の時せまる             | 決戰時刻逼近         | 野村祐一          | 園田雅裕            | 園田雅裕            | 安藤正浩              | 3月14日        | 1月20日           |
| 第50話            | 世界の終わり               | 世界的終結           | 大野木寛          | 池添隆博 三浦陽     | 三浦陽              | 永作友克              | 3月21日        | 1月21日           |
| 第51話 （最終話） | そして、始まり             | 接著是、新開始       | 大野木寛          | 本郷みつる 池添隆博 | 山岸大悟            | 玉置敬子              | 3月28日        | 1月22日           |

| 香港 ViuTV 星期一至五 16:00－16:30 | 香港 ViuTV 星期一至五 16:00－16:30                                               | 香港 ViuTV 星期一至五 16:00－16:30 |
| ---------------------------------- | -------------------------------------------------------------------------------- | ---------------------------------- |
|                                    | 積木戰士 （2020年11月13日－2021年1月22日）                                       |                                    |
| DAYS （2020年10月12日－11月12日）  | 悠猴與朋友仔 （2021年1月25日－3月1日） ↓ 悠猴與朋友仔 2 （2021年3月2日－4月6日） |                                    |

## 外部連結
- 官方网站（英文）
- 日本官方網站（日語）
- 動畫官方網站 （页面存档备份，存于）（日語）
- 遊戲官方網站 （页面存档备份，存于）（日語）